# Lotten Jansson
Charlotta "Lotten" Jansson, född 2 december 1890 i Östersund, död där 5 januari 1962, var en svensk målare.
Hon var dotter till Olof Jansson och Hulda Katarina Hellman. Hon studerade konst under två års tid vid Wilhelmsons målarskola i Stockholm och ett och ett halvt år på Kanarieöarna. Hon blev den första kvinnliga medlemmen i Sällskapet för jämtländsk konstkultur. Hon medverkade i ett flertal av sällskapets utställningar samt i utställningar arrangerade av Jämtlands läns konstförening.